# Veronica praecox
Veronica precoce (nome scientifico Veronica praecox All., 1789) è una pianta erbacea annua appartenente alla famiglia delle Plantaginaceae.

## Etimologia
Il nome generico (Veronica) deriva dal personaggio biblico Santa Veronica, la donna che ha dato a Gesù un panno per asciugare il suo volto mentre è sulla via del Calvario. Alcune macchie e segni sui petali della corolla di questo fiore sembrano assomigliare a quelli del sacro fazzoletto di Veronica. Per questo nome di pianta sono indicate altre etimologie come l'arabo "viru-niku", o altre derivate dal latino come "vera-icona" (immagine vera). L'epiteto specifico (praecox) indica una pianta a "precoce fioritura".
Il nome scientifico della specie è stato definito dal botanico e medico italiano Carlo Ludovico Allioni (Torino, 23 settembre 1728 – Torino, 30 luglio 1804) nell'Auctarium ad Floram Pedemontanam cum notis et emendationibus (Auct. Fl. Pedem. 5. t. 1. f. 1) del 1789.

## Descrizione

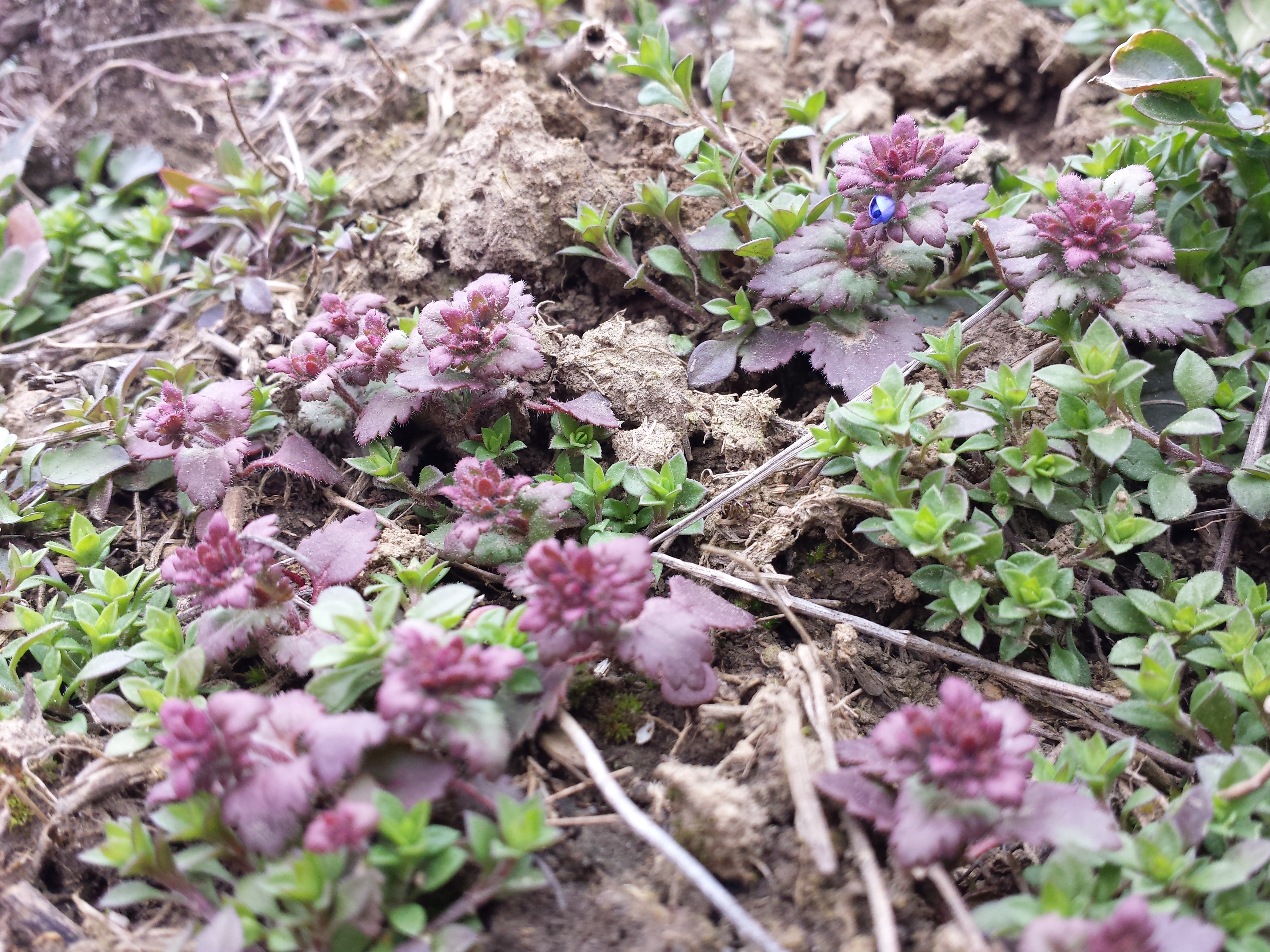
Il portamento

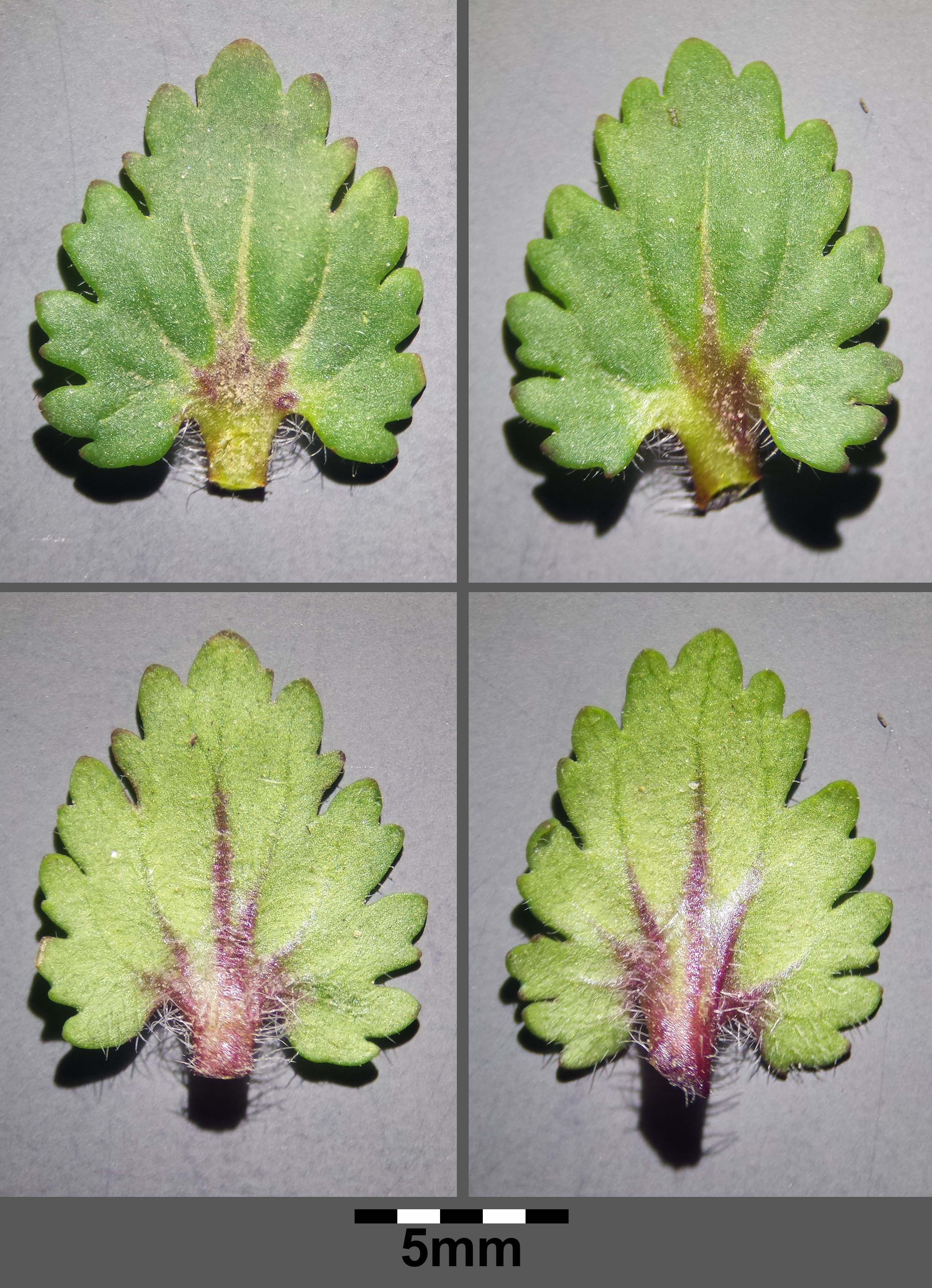
Le foglie

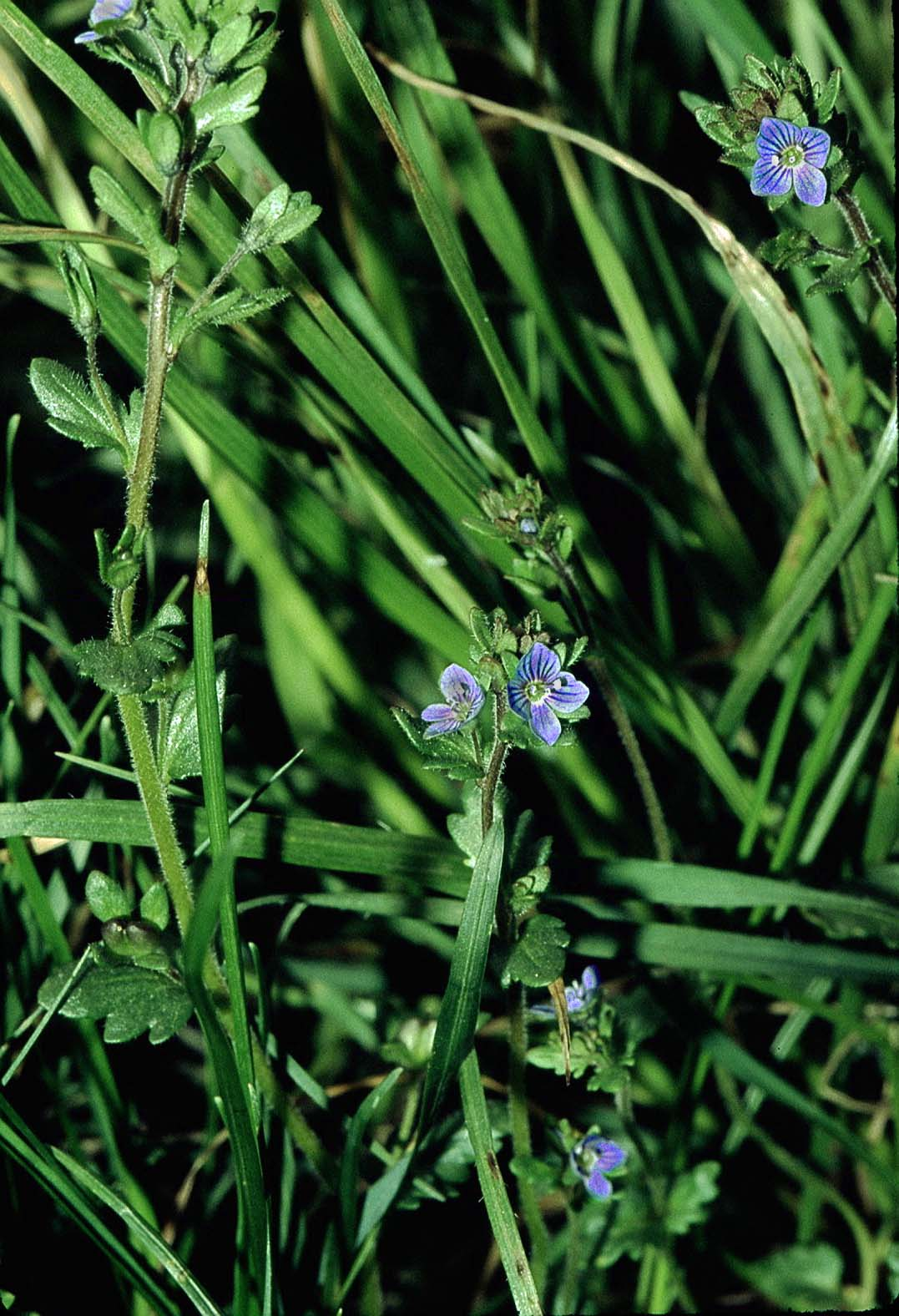
Infiorescenza

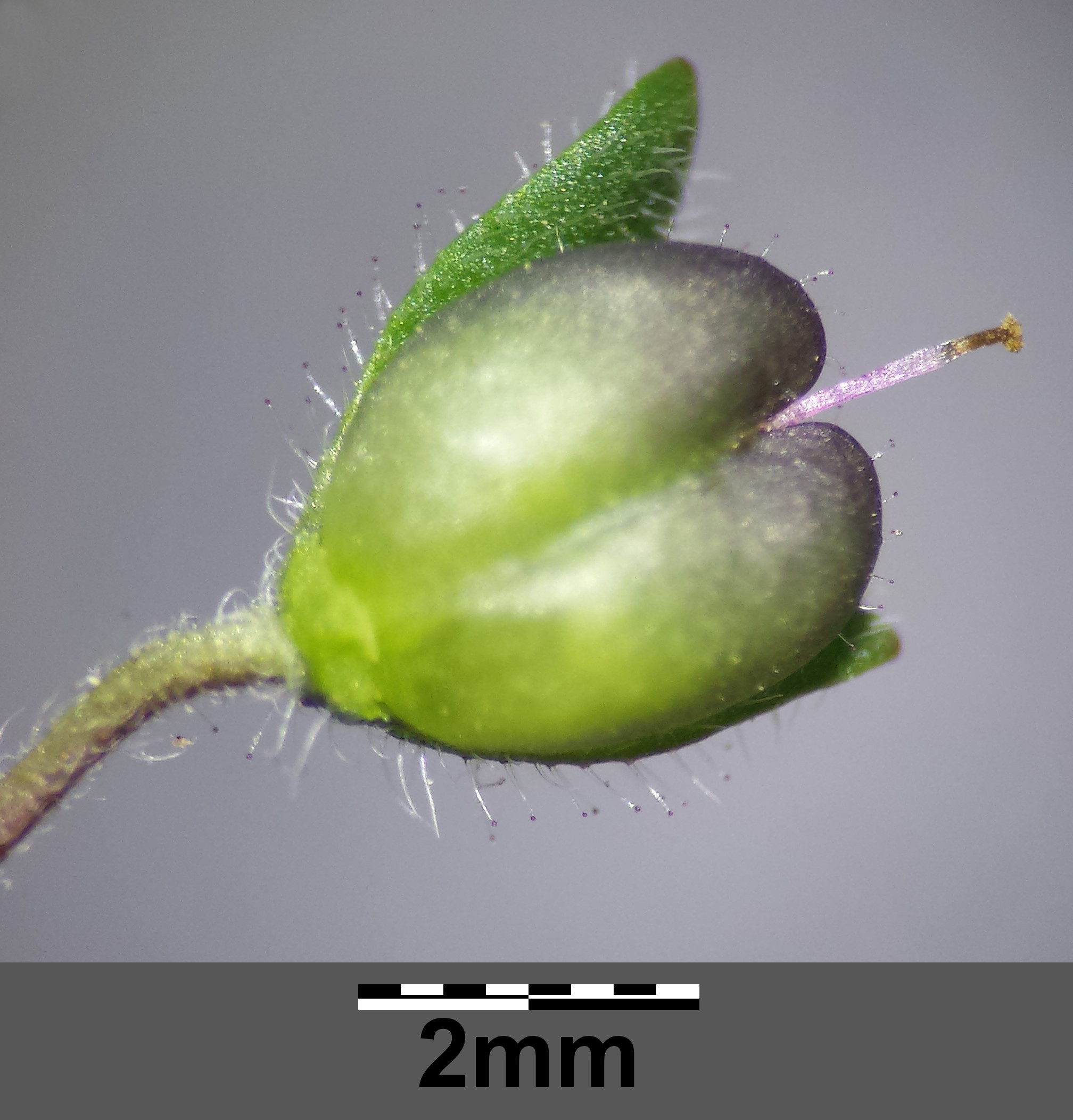
Il frutto

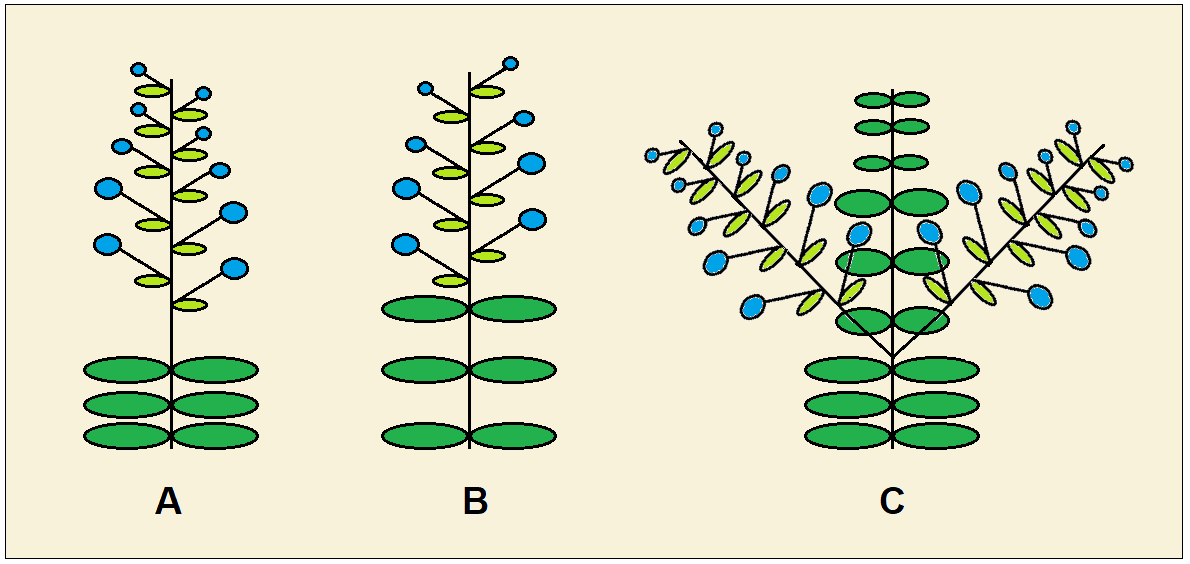
Racemi dell'infiorescenza: A) racemi terminali separati dalle foglie; B) racemi terminali non separati dalle foglie; C) racemi laterali

L'altezza di questa pianta varia tra 5 e 20 cm. La forma biologica è terofita scaposa (T scap), ossia in generale sono piante erbacee che differiscono dalle altre forme biologiche poiché, essendo annuali, superano la stagione avversa sotto forma di seme e sono munite di asse fiorale eretto e spesso privo di foglie. Tutta la pianta è pubescente per peli ghiandolari (soprattutto nella parte apicale); le foglie anneriscono nel secco.

### Radici
Le radici sono secondarie da rizoma.

### Fusto
La parte aerea del fusto è semplice o ramificata alla base.

### Foglie
Le foglie inferiori (quelle cauline) sono disposte in modo opposto e sono ovali con un breve picciolo; i bordi sono grossolanamente (e profondamente) crenato-dentati. Il colore delle foglie è verde scuro; nella parte abassiale spesso sono purpuree. Dimensione delle foglie: larghezza 3 – 10 mm; lunghezza 4 – 15 mm.

### Infiorescenza
Le infiorescenze sono dei racemi terminali con circa 20 fiori al massimo. I racemi sono più o meno chiaramente separati dalla parte fogliare (tipo A - vedi figura). I fiori sono posizionati all'ascella di una brattea di tipo fogliaceo. Le brattee sono disposte in modo alterno e quelle superiori sono più piccole e strette. I peduncoli dei fiori sono patenti, lunghi un po' meno delle brattee, ma un po' più lunghi del calice. Alla fruttificazione si allungano ulteriormente (5 – 8 mm) ed hanno un portamento eretto. 

### Fiore
I fiori sono ermafroditi e tetraciclici (composti da 4 verticilli: calice – corolla – androceo – gineceo), pentameri (calice e corolla divisi in cinque parti). Larghezza dei fiori: 4 – 6 mm.
- Formula fiorale:

X o * K (4-5), [C (4) o (2+3), A 2+2 o 2], G (2), capsula.
- Calice: il calice campanulato, gamosepalo e più o meno attinomorfo, è diviso in 4 profondi lobi (il sepalo posteriore - il quinto - è mancante), con apice acuto, e con alcune ciglia ghiandolari patenti.
- Corolla: la corolla è gamopetala e debolmente zigomorfa con forme tubolari (il tubo è corto) e terminante in quattro larghi lobi patenti (il lobo superiore è leggermente più grande - due lobi fusi insieme, quello inferiore è più stretto). La corolla è resupinata; i lobi sono appena embricati. Il colore della corolla è blu intenso.
- Androceo: gli stami sono due lunghi (gli altri tre sono abortiti) e sono sporgenti dal tubo corollino. I filamenti sono adnati alla corolla. Le antere hanno due teche più o meno separate, uguali con forme arrotondate.
- Gineceo: il gineceo è bicarpellare (sincarpico - formato dall'unione di due carpelli connati). L'ovario (biloculare) è supero con forme ovoidi e compresso lateralmente. Gli ovuli per loculo sono da numerosi a pochi (1 - 2 per loculo), hanno un solo tegumento e sono tenuinucellati (con la nocella, stadio primordiale dell'ovulo, ridotta a poche cellule).[11] Lo stilo filiforme con stigma capitato e ottuso è ben sporgente dall'insenatura della corolla. Il disco nettarifero è presente nella parte inferiore della corolla (sotto l'ovario). Lunghezza dello stilo: 1 – 2 mm.
- Fioritura: da marzo a giugno.

### Frutti
Il frutto è del tipo a capsula divisa fino a metà in due lobi e bordi smarginati con peli ghiandolari. La forma è ovale un poco appiattita (più lunga che larga) con una insenatura poco profonda. La deiscenza è loculicida. I semi, di colore giallastro, sono numerosi (10 - 20) con forme incavate a conchiglia. Dimensione della capsula:3 - 4 x 4 – 5 mm. Dimensione dei semi: 0,6 - 1 x 1  - 1,4 mm.

## Riproduzione
- Impollinazione: l'impollinazione avviene tramite insetti (impollinazione entomogama).
- Riproduzione: la fecondazione avviene fondamentalmente tramite l'impollinazione dei fiori (vedi sopra).
- Dispersione: i semi cadendo a terra (dopo essere stati trasportati per alcuni metri dal vento – disseminazione anemocora) sono successivamente dispersi soprattutto da insetti tipo formiche (disseminazione mirmecoria).

## Distribuzione e habitat

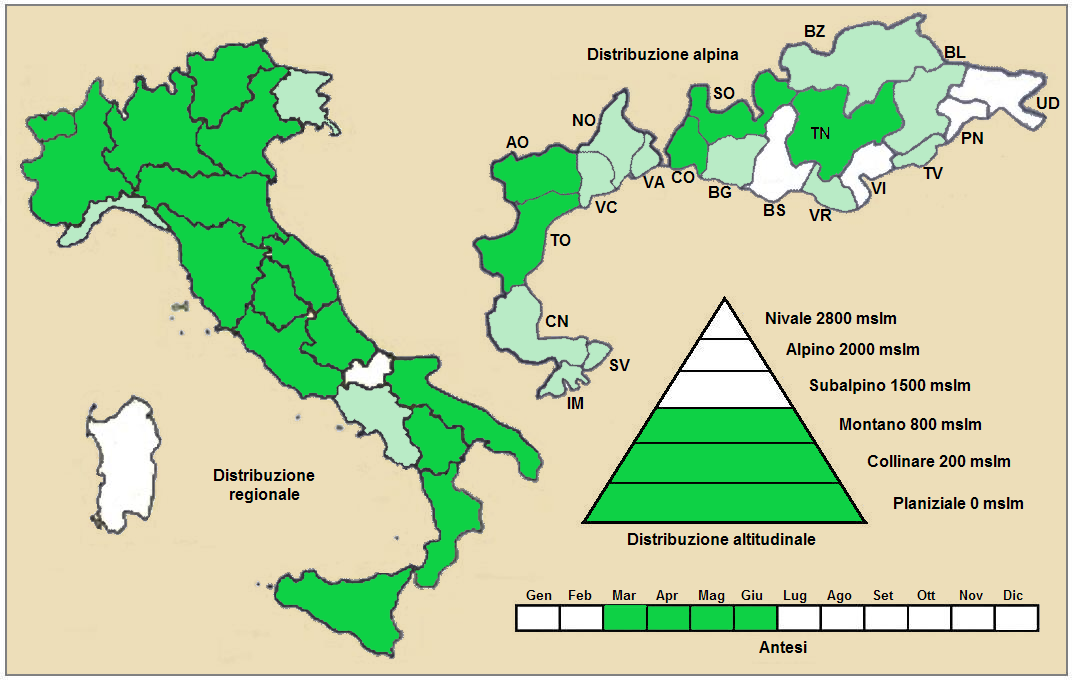
Distribuzione della pianta
(Distribuzione regionale – Distribuzione alpina)

- Geoelemento: il tipo corologico (area di origine) è Centro-europeo e Submediterraneo.
- Distribuzione: in Italia è una specie rara ed è presente ovunque (non nelle isole). Nelle Alpi la distribuzione e discontinua con una prevalenza al centro e a occidente. Fuori dall'Italia, sempre nelle Alpi, questa specie si trova in Francia (tutti i dipartimenti alpini), in Svizzera (cantone Vallese) e in Austria (Länder dell'Austria Inferiore). Sugli altri rilievi europei collegati alle Alpi si trova nella Foresta Nera, Massiccio del Giura, Massiccio Centrale, Pirenei, Monti Balcani e Carpazi.[13] Nel resto dell'Europa e dell'areale del Mediterraneo la Veronica praecox si trova dalla Spagna alla Romania e dalla Svezia alla Grecia; si trova inoltre in Anatolia e nel Magreb.[14]
- Habitat: l'habitat tipico per questa pianta sono i pendii sassosi in erosione, i campi, gli incolti e praterie rase anche rocciose. Il substrato preferito è calcareo ma anche calcareo/siliceo con pH basico, bassi valori nutrizionali del terreno che deve essere arido.[13]
- Distribuzione altitudinale: sui rilievi queste piante si possono trovare fino a 600 m s.l.m.; frequentano quindi i seguenti piani vegetazionali: montano e collinare (oltre a quello planiziale – a livello del mare).

### Fitosociologia

#### Areale alpino
Dal punto di vista fitosociologico alpino Veronica praecox appartiene alla seguente comunità vegetale:
- Formazione: comunità pioniere a terofite e succulente

- Classe: Koelerio-Corynephoretea

- Ordine: Alysso-Sedetalia

- Alleanza: Alysso-Sedion albi

#### Areale italiano
Per l'areale completo italiano Veronica praecox appartiene alla seguente comunità vegetale:
- Macrotipologia: vegetazione delle praterie

- Classe:  Sedo albi-Scleranthetea biennis Br.-Bl., 1955

- Ordine: Alysso alyssoiid-Sedetalia albi Moravec, 1967

- Alleanza: Alysso alyssoidis-Sedion albi Oberdorfer & Müller in Müller, 1961

Descrizione: l'alleanza Alysso alyssoidis-Sedion albi è relativa alle comunità subatlantiche e medioeuropee della fascia collinare, montana e altimontana. Queste comunità che si sviluppano su suoli calcarei, superficiali e permeabili, sono spesso ricche di specie terofite. L'occupazione, realizzata prevalentemente in ambiti rocciosi, ma anche su prati xerotermofili di tipo erboso-rupestre, va dal piano mesomediterraneo a quello supratemperato inferiore, e localmente fino all'orizzonte subalpino. L'alleanza è distribuita su tutto il territorio italiano (aree collinari e montane), ad esclusione di alcune zone; mentre in Europa si trova sulle creste montuose delle regioni occidentali, centrali e del sud-est europeo. La composizione floristica comprende comunità erbacee pioniere colonizzate da specie terofite e camefite succulente con accompagnamento di muschi calcifili e licheni.
Alcune specie presenti nell'associazione: Trifolium scabrum, Alyssum alyssoides, Acinos arvensis, Arenaria serpyllifolia, Aurinia saxatilis, Centaurea stoebe, Echium vulgare, Poa bulbosa, Sanguisorba minor, Medicago lupulina, Sedum acre, Sedum album e Sedum sexangulare.

## Tassonomia
La famiglia di appartenenza (Plantaginaceae) è relativamente numerosa con un centinaio di generi. La classificazione tassonomica di questa specie è in via di definizione in quanto fino a poco tempo fa il suo genere apparteneva alla famiglia delle Scrophulariaceae (secondo la classificazione ormai classica di Cronquist), mentre ora con i nuovi sistemi di classificazione filogenetica (classificazione APG) è stata assegnata alla famiglia delle Plantaginaceae; anche i livelli superiori sono cambiati (vedi il box tassonomico iniziale). Questa pianta appartiene alla sottotribù Veroniciinae (tribù Veroniceae e sottofamiglia Digitalidoideae). Il genere Veronica è molto numeroso con oltre 250 specie a distribuzione cosmopolita.
La specie V. praecox appartiene alla sezione (o sottogenere) Pocilla Dumort.. Questo gruppo è caratterizzato da un ciclo biologico annuo, dalle infiorescenze formate da racemi terminali con brattee ben distinte dalle foglie oppure i fiori sono isolati all'ascella di foglie normali (quindi le brattee non si distinguono dalle foglie), dal calice a 4 lobi e dai semi piani o incavati.
Il numero cromosomico di V. praecox è: 2n = 18.

### Sottospecie
Per la specie di questa voce è riconosciuta come valida la seguente sottospecie:
- Veronica praecox subsp. kavusica (Rech.f.) Elenevsky, 1977

### Sinonimi
Questa entità ha avuto nel tempo diverse nomenclature. L'elenco seguente indica alcuni tra i sinonimi più frequenti:
- Cardia praecox (All.) Dulac
- Cochlidiosperma praecox (All.) Opiz
- Omphalospora praecox (All.) Fourr.
- Veronica kavusica Rech.f.

## Altre notizie
La veronica precoce in altre lingue è chiamata nei seguenti modi:
- (DE)  Frührer Ehrenpreis
- (FR)  Véronique précoce
- (EN)  Breckland Speedwell